# Схарвауде (Коггенланд)
Схарвауде (нід. Scharwoude) — село в нідерландській провінції Північна Голландія, на узбережжі озера Маркермер. Входить до муніципалітету Коггенланд.
Його площа становить 1,60 км², а населення станом на 2021 рік складало 415 осіб.

## Галерея

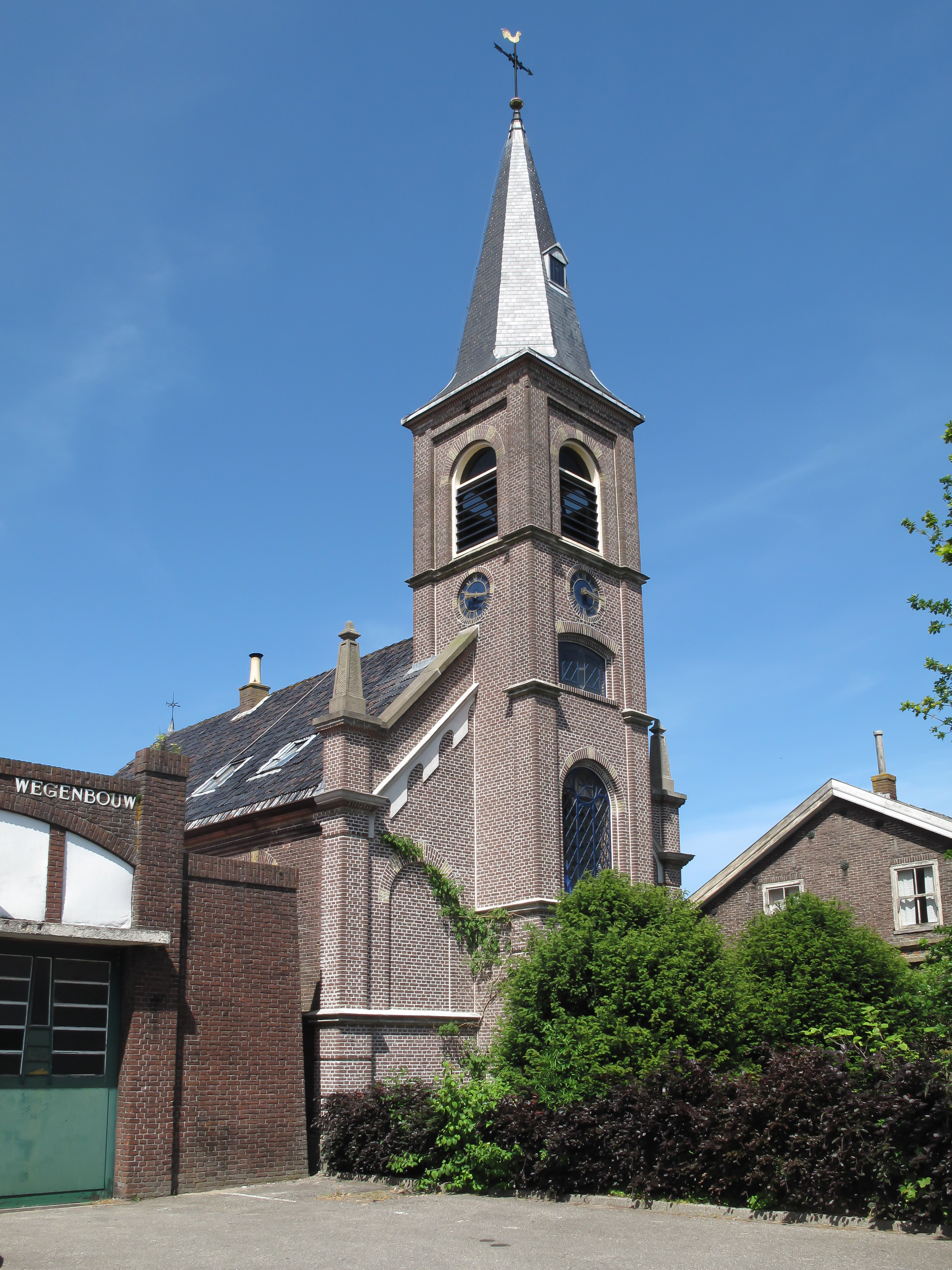
Церква у Схарвауде
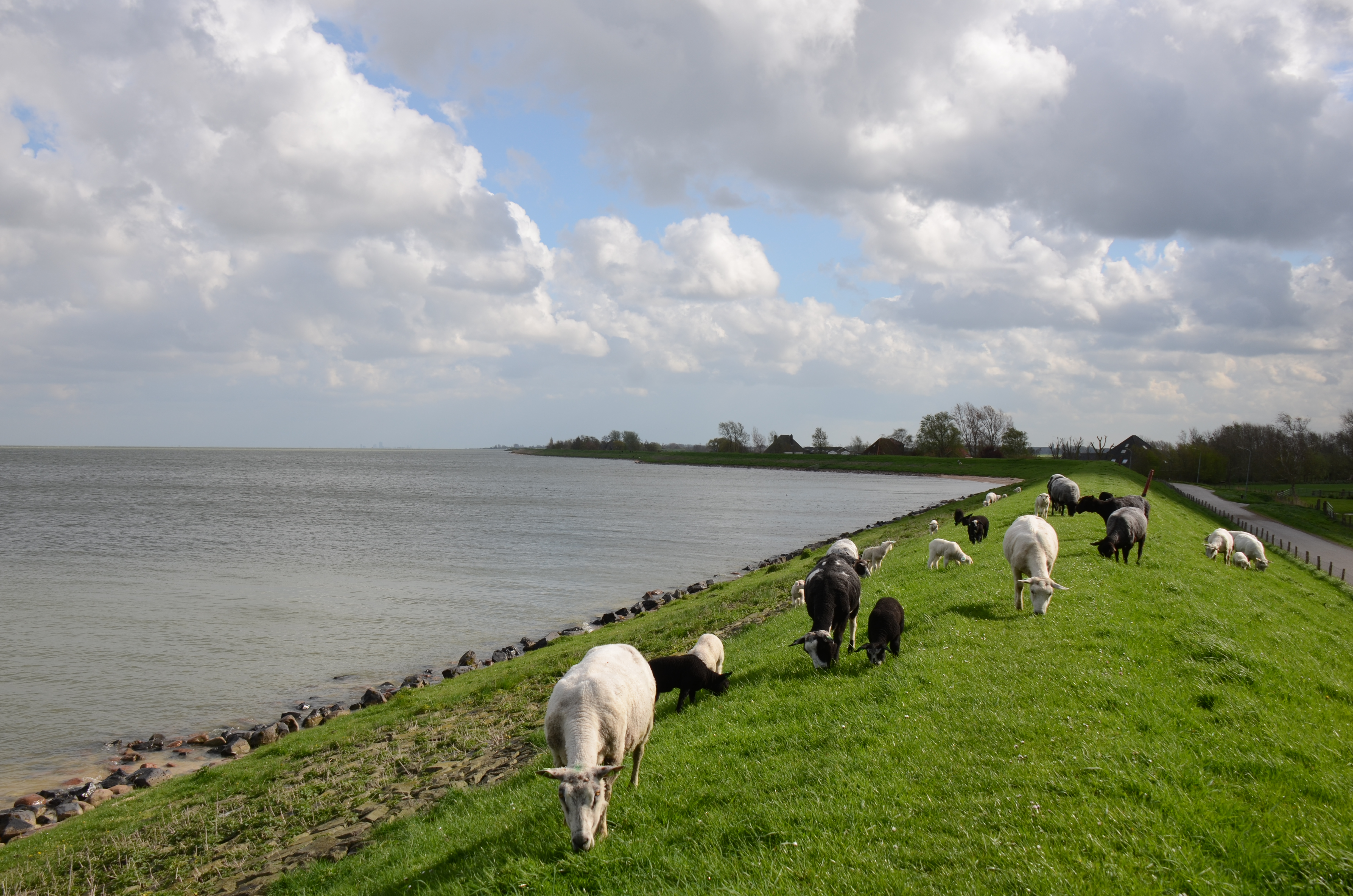
Узбережжя озера Маркермер